# Chicago Film Critics Association Awards 2022
La cerimonia di premiazione della 35ª edizione dei Chicago Film Critics Association Awards si è tenuta a Chicago, Illinois, il 14 dicembre 2022, per premiare i migliori film prodotti nel corso dell'anno.

## Vincitori e candidati
I vincitori sono indicati in grassetto, a seguire i candidati.

### Miglior film
- Gli spiriti dell'isola (The Banshees of Inisherin), regia di Martin McDonagh
- Aftersun, regia di Charlotte Wells
- Decision to Leave (헤어질 결심), regia di Park Chan-wook
- Everything Everywhere All at Once, regia di Daniel Kwan e Daniel Scheinert
- Tár, regia di Todd Field

### Miglior attore
- Colin Farrell - Gli spiriti dell'isola (The Banshees of Inisherin)
- Austin Butler - Elvis
- Brendan Fraser - The Whale
- Paul Mescal - Aftersun
- Bill Nighy - Living

### Migliore attrice
- Cate Blanchett - Tár
- Ana de Armas - Blonde
- Mia Goth - Pearl
- Andrea Riseborough - To Leslie
- Michelle Yeoh - Everything Everywhere All at Once

### Miglior attore non protagonista
- Jonathan Ke Quan - Everything Everywhere All at Once
- Brendan Gleeson - Gli spiriti dell'isola (The Banshees of Inisherin)
- Brian Tyree Henry - Causeway
- Barry Keoghan - Gli spiriti dell'isola (The Banshees of Inisherin)
- Mark Rylance - Bones and All

### Migliore attrice non protagonista
- Kerry Condon - Gli spiriti dell'isola (The Banshees of Inisherin)
- Hong Chau - The Whale
- Stephanie Hsu - Everything Everywhere All at Once
- Janelle Monáe - Glass Onion - Knives Out (Glass Onion: A Knives Out Mystery)
- Michelle Williams - The Fabelmans

### Miglior regista
- Daniel Kwan e Daniel Scheinert - Everything Everywhere All at Once
- Park Chan-wook - Decision to Leave (헤어질 결심)
- Todd Field - Tár
- Sarah Polley - Women Talking
- S. S. Rajamouli - RRR

### Miglior fotografia
- Kim Ji-Yong - Decision to Leave (헤어질 결심)
- Linus Sandgren - Babylon
- Darius Khondji - Bardo, la cronaca falsa di alcune verità (Bardo, falsa crónica de unas cuantas verdades)
- Larkin Seiple - Everything Everywhere All at Once
- Claudio Miranda - Top Gun: Maverick

### Miglior scenografia
- Everything Everywhere All at Once
- After Yang
- Avatar - La via dell'acqua (Avatar: The Way of Water)
- Babylon
- Glass Onion - Knives Out (Glass Onion: A Knives Out Mystery)

### Migliori costumi
- Shirley Kurata - Everything Everywhere All at Once
- Mary Zophres - Babylon
- Ruth E. Carter - Black Panther: Wakanda Forever
- Monika Buttinger - Il corsetto dell'imperatrice (Corsage)
- Linda Muir - The Northman

### Miglior montaggio
- Paul Rogers - Everything Everywhere All at Once
- Blair McClendon - Aftersun
- Tom Cross - Babylon
- Kim Sang-beom - Decision to Leave (헤어질 결심)
- Monika Willi - Tár

### Migliori effetti speciali
- Everything Everywhere All at Once, regia di Daniel Kwan e Daniel Scheinert
- Avatar - La via dell'acqua (Avatar: The Way of Water), regia di James Cameron
- Nope, regia di Jordan Peele
- RRR, regia di S. S. Rajamouli
- Top Gun: Maverick, regia di Joseph Kosinski

### Miglior colonna sonora originale
- Justin Hurwitz - Babylon
- Carter Burwell - Gli spiriti dell'isola (The Banshees of Inisherin)
- Michael Giacchino - The Batman
- Alexandre Desplat - Pinocchio di Guillermo del Toro (Guillermo del Toro's Pinocchio)
- M. M. Keeravani - RRR

### Migliore sceneggiatura originale
- Martin McDonagh - Gli spiriti dell'isola (The Banshees of Inisherin)
- Charlotte Wells - Aftersun
- Daniel Kwan e Daniel Scheinert - Everything Everywhere All at Once
- Tony Kushner e Steven Spielberg - The Fabelmans
- Todd Field - Tár

### Migliore sceneggiatura non originale
- Sarah Polley - Women Talking
- Kogonada - After Yang
- David Kajganich - Bones and All
- Rian Johnson - Glass Onion - Knives Out (Glass Onion: A Knives Out Mystery)
- Guillermo del Toro e Patrick McHale - Pinocchio di Guillermo del Toro (Guillermo del Toro's Pinocchio)

### Miglior film d'animazione
- Pinocchio di Guillermo del Toro (Guillermo del Toro's Pinocchio), regia di Guillermo del Toro e Mark Gustafson
- Apollo 10 e mezzo (Apollo 10 1⁄2: A Space Age Childhood), regia di Richard Linklater
- Mad God, regia di Phil Tippett
- Marcel the Shell with Shoes On, regia di Dean Fleischer-Camp
- Red (Turning Red), regia di Domee Shi

### Miglior film documentario
- Fire of Love, regia di Sara Dosa
- All the Beauty and the Bloodshed, regia di Laura Poitras
- Bad Axe, regia di David Siev
- Descendant, regia di Margaret Brown
- Moonage Daydream, regia di Brett Morgen

### Miglior film in lingua straniera
- Decision to Leave (헤어질 결심), regia di Park Chan-wook
- Bardo, la cronaca falsa di alcune verità (Bardo, falsa crónica de unas cuantas verdades), regia di Alejandro González Iñárritu
- Close, regia di Lukas Dhont
- La scelta di Anne - L'Événement (L'Événement), regia di Audrey Diwan
- RRR, regia di S. S. Rajamouli
- Saint Omer, regia di Alice Diop

### Miglior regista rivelazione
- Charlotte Wells - Aftersun
- Alice Diop - Saint Omer
- Audrey Diwan - La scelta di Anne - L'Événement (L'Événement)
- John Patton Ford - I crimini di Emily (Emily the Criminal)
- Jane Schoenbrun - We're All Going to the World's Fair

### Miglior performance rivelazione
- Austin Butler - Elvis
- Frankie Corio - Aftersun
- Danielle Deadwyler - Till
- Stephanie Hsu - Everything Everywhere All at Once
- Amber Midthunder - Prey